# Kekkaishi
 Kekkaishi es un manga escrito e ilustrado por Yellow Tanabe. Fue publicado en Japón por Shogakukan en la revista  Shōnen Sunday, del 2003 al 2011. Hasta la fecha se han publicado 35 tomos recopilatorios. La serie está licenciado al inglés en América del Norte por VIZ Media. Fue adaptado a una serie de anime por Kenji Kodama en 52 episodios en los estudios Sunrise, la cual fue difundida entre el 16 de octubre de 2006 y el 12 de febrero de 2008 en Nippon Television, Yomiuri TV y Nippon News Network. Kekkaishi recibió el 2007 el premio Shōgakukan de shonen.

## Historia
La serie trata sobre Yoshimori Sumimura y Tokine Yukimura, herederos de dos clanes rivales poseedores de la técnica kekkai (magia de barrera), estos deben defender su escuela de los Ayakashi (demonios)  los cuales buscan los misteriosos poderes que oculta el terreno bajo la escuela ya que está construida sobre uno de los shinyuuchi los cuales son considerados como tierra sagrada.

## Técnica kekkai
La técnica kekkai(antes mencionada) que es utilizada por los protagonistas consta de las siguientes etapas: 
- Hoi: Designa un objetivo.

- Joso: Determina la forma del kekkai.

- Ketsu: Crea y activa el kekkai.

- Kai: Desaparece el kekkai sin dañar el objetivo que está dentro de él.

- Metsu: minimiza el kekkai, destruyendo lo que está atrapado en su interior.

- Tenketsu: Abre una puerta a otro mundo y envía los fragmentos del enemigo para  impedir su regeneración. Esta técnica requiere utilizar un shakujo.

- Sekkai: Una técnica usada para destruir kekkai de otros usuarios.

- Zekkai: Una técnica que permite al usuario repeler un ataque o causar daño a un enemigo. Este aparece como un aura negra que rodea el cuerpo del usuario. Debido a que es creado por el dominio de los sentimientos negativos, se recomienda que no se utilice excesivamente.

- Shuufuku: el arte de la Restauración, esta se utiliza para la reparación de objetos.

- Shikigami: Son muñecos de papel que obedecen las órdenes de un usuario kekkai.

- Musou: Un estado de ánimo en que el usuario no está influenciado por ningún pensamiento, este aumenta la velocidad, potencia y eficacia del kekkai.

- Nenshi: Una técnica que crea un hilo de energía. Se utiliza para el enlace, o la captura. El nenshi sale de la palma de la mano del usuario.